# トースク (潜水艦)
|           | |
| 艦歴      | |
| 発注      | |
| 起工      | 1944年6月7日                                                                                                 |
| 進水      | 1944年9月6日                                                                                                 |
| 就役      | 1944年12月16日                                                                                               |
| 退役      | 1968年3月4日                                                                                                 |
| 除籍      | 1971年12月15日                                                                                               |
| その後    | 1972年9月26日よりボルチモアで博物艦船として公開                                                              |
| 性能諸元  | |
| 排水量    | 1,570 トン（水上） 2,414トン（水中）                                                                         |
| 全長:     | 311 ft 8 in (95.00 m)（全長）                                                                                |
| 全幅:     | 27 ft 4 in (8.33 m)                                                                                          |
| 吃水:     | 17 ft (5.2 m)（最大）                                                                                        |
| 機関      | フェアバンクス＝モース38D8-1/8型10気筒対向型ディーゼルエンジン4基 ゼネラル・エレクトリック2,740馬力発電機2基 |
| 最大速    | 水上：20.25 ノット (38 km/h) 水中：8.75 ノット (16 km/h)                                                     |
| 航続距離  | 11,000カイリ（10ノット時） （19 km/h 時に 20,000 km）                                                        |
| 巡航期間  | 潜航2ノット (3.7 km/h) 時48時間、哨戒活動75日間                                                              |
| 試験深度: | 400 ft (120 m)                                                                                               |
| 乗員      | 士官10名、兵員71名                                                                                           |
| 兵装      | 5インチ砲1基、40ミリ機関砲1基、20ミリ機銃1基、50口径機銃2基 21インチ魚雷発射管10基                           |

トースク (USS Torsk, SS-423) は、アメリカ海軍の潜水艦。テンチ級。艦名はタラ科の食用魚アツカワダラのカナダ名トースクに因んで命名された。本種はアメリカではCusk、イギリスではTuskと呼ばれ、いずれも潜水艦名に採用されている。「Galloping Ghost of the Japanese Coast,」の愛称で呼ばれた。2013年2月現在、敵船を撃沈した最後のアメリカ海軍の潜水艦でもある。

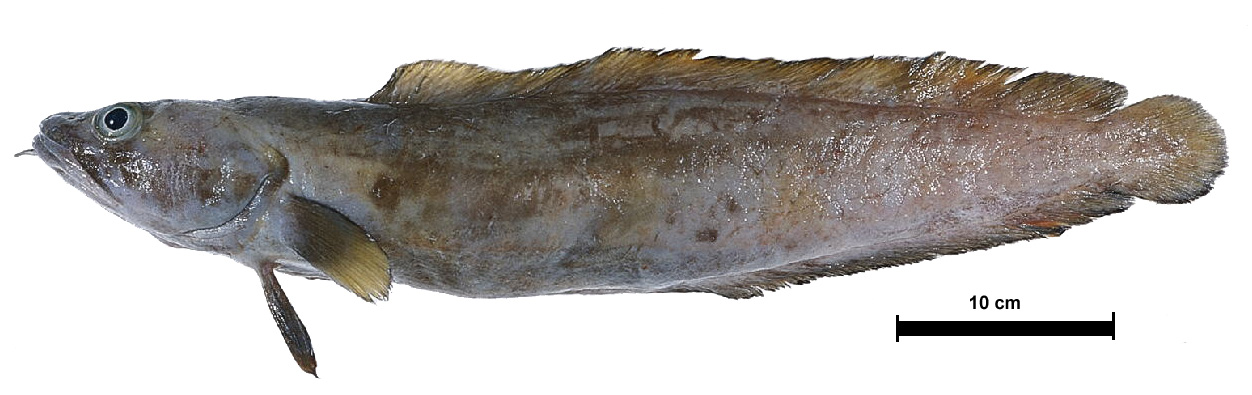
アツカワダラ（Torsk）

## 艦歴
トースクは1944年6月7日にメイン州キタリーのポーツマス海軍造船所で起工した。1944年9月6日にアラン・B・リード夫人によって命名、進水し、1944年12月16日に艦長バフォード・E・リューレン中佐（アナポリス1931年組）の指揮下就役する。就役後はニューハンプシャー州ポーツマス、ロードアイランド州ニューポート、コネチカット州ニューロンドンの沖合で訓練し、1945年2月11日にフロリダに向けて出航する。2月16日にフロリダ州ポートエバーグレーズに到着、同地で対潜水艦戦研究の支援を行う。2月20日にポートエバーグレーズを出航、パナマ運河を通過し3月23日にハワイに到着し、修理と訓練期間を終えた。

### 第1の哨戒 1945年4月 - 6月
4月15日、トースクは最初の哨戒で日本近海に向かった。グアムアプラ港で停泊後、担当海域の紀伊水道に向かい、5月11日に到着、救命任務に当たる。この間、アメリカ軍機からの救助要請はわずかで、救命を行う機会は無かった。5月11日の真夜中にトースクは本州の北東部に向けて移動し、13日に同海域に到着。2日にわたってウルフパック「リューレンズ・ルーターズ」 Lewellen's Looters」の僚艦との接触を試みた。5月16日にサンドランス (USS Sand Lance, SS-381) およびセロ (USS Cero, SS-225) と合流する。部隊は2週間にわたって本州東部で注意深く哨戒を行ったものの、機雷以外の目標を発見することはできなかった。本州と北海道の間で哨戒中の6月2日、トースクは北緯41度27分 東経141度41分 / 北緯41.450度 東経141.683度の地点で「戸島型」と思しき小型沿岸機雷敷設艦に遭遇し、6本の魚雷を4本と2本に分けて発射したが、小型艦はそれを回避した。トースクは潜航して爆雷攻撃に備えたものの小型艦による反撃は行われなかった。6月4日には北緯39度15分 東経141度57分 / 北緯39.250度 東経141.950度の首崎（大船渡市）沖を哨戒中に敵艦船に遭遇、700トン級輸送船に対して4本の魚雷を発射したものの戦果を挙げることはできなかった。翌日トースクは帰路に就き、6月11日にミッドウェー島に寄港。6月16日、トースクは63日間の行動を終えて真珠湾に帰投。修理および新型機材の装備を行った。

### 第2の哨戒 1945年7月 - 9月 最後の雷撃
7月17日、トースクは2回目の哨戒で日本海に向かった。7月31日から8月2日まではアプラ港に停泊し、8月10日に対馬海峡の機雷敷設海域を通過して日本海に入った。8月11日の朝に7名の日本人乗組員を救助して尋問の結果、彼らは4日前の8月6日に角島灯台沖で空爆により沈没した輸送船光和丸（大光商船、1,084トン）の生存者であることが分かった。その日午後早く、トースクは哨戒海域に到着し、翌8月12日朝には北緯36度15分 東経133度27分 / 北緯36.250度 東経133.450度の島後島沖で小型輸送船を発見して魚雷を2本発射、1本を命中させて目標を撃沈したと判断された。8月13日、トースクは安島沖を哨戒し、午前中は多数の漁船を観測。午後に入り、北緯36度17分 東経136度09分 / 北緯36.283度 東経136.150度の三国沖で輸送船快豊丸（中央汽船、886トン）を観測して魚雷を3本発射、1本が命中してこれを撃沈した。同じ日の夜には北緯36度00分 東経135度57分 / 北緯36.000度 東経135.950度の若狭湾入り口で輸送船と護衛艦を探知し、魚雷を4本発射したが命中せず、その後75隻の漁船団を追跡しつつ船団の護衛艦を回避した。
8月14日朝、トースクは餘部沖で中型輸送船を観測、追跡を始めた。輸送船には第47号海防艦が随伴していた。2隻は朝鮮半島方面に向けて航行中だった。10時35分、輸送船と第47号海防艦は香住港に接近しつつあり、トースクは新たに装備したマーク28誘導魚雷を海防艦に向けて発射した。数分後、魚雷は第47号海防艦に命中し爆発、第47号海防艦は艦尾が30度の角度で折れ曲がり、北緯35度42分 東経134度36分 / 北緯35.700度 東経134.600度の地点で間もなく沈没した。輸送船は30分後に香住港に入港し、トースクはこれを撃沈しようと魚雷を2本発射したが失敗した。おそらくは魚雷が港入り口の暗礁にぶつかったためと考えられた。第47号海防艦沈没により、香住の在郷軍人や警防団、漁師らが救助に向かった。
正午近く、別の海防艦が現れた。輸送船と第47号海防艦に合流すべく5時30分に境港を出航してきた第13号海防艦であった。第13号海防艦は、前方海域に浮遊物と漂流者を発見し警戒を強めた。トースクは戦闘を継続、魚雷を2度にわたって発射した。海防艦は潜水艦の存在を既に察知しており、ただちに回避。リューレン艦長は潜航の準備を命じ、静音での潜航を命じた。緊張した5分間が過ぎ、トースクは400フィートの深度に到達、再び魚雷を装填、三度目の発射を行った。このとき三度にわたって発射したのは、もう一つの新型のマーク27誘導魚雷であった。第1弾の発射後間もなく魚雷は標的に命中、爆発音が観測された。1分後、第2弾の爆発音が観測された。秘密の新型魚雷は戦闘においてその価値を証明した。第13号海防艦は第1弾、第2弾は回避したものの第3弾の魚雷を艦尾に受け、12時55分に北緯35度41分 東経134度35分 / 北緯35.683度 東経134.583度の地点で沈没した。トースクは2隻の敵艦を撃沈したことで賞賛されたが、それらの艦は第二次世界大戦において魚雷によって沈められた最後の軍艦でもあった。トースクは敵機および哨戒艇によって7時間の潜航を強いられることとなった。その後安全が確保されると浮上し、能登半島沖に向けて航行した。
成功した4日間の哨戒を終えた8月15日、トースクは終戦の報せを受け取った。トースクは日本海での哨戒を継続し、目視および写真撮影による監視、浮遊機雷の破壊を行った。8月31日に魚雷の航跡と思われるものを観測した。このことは終戦の通知がいまだ行き渡ってはいないことを示すものとされた。トースクは9月1日にマリアナ諸島に向けて出航、9月3日に対馬海峡を通過した。9月9日、トースクは50日間の行動を終えてアプラ港に帰投した。

### 戦後
トースクは翌9月10日、アプラ港を出航し、真珠湾とパナマ運河地帯を経由して10月半ばにニューロンドンに到着した。続く7年間、トースクはニューロンドンを拠点として訓練艦任務に従事し、様々な演習や試験に参加し、しばしば予備役兵の訓練巡航を行った。1949年6月にトースクは第2潜水戦隊に配属され、1950年の夏には地中海へ展開した。その年の秋にニューロンドンに帰還、艦隊演習に参加し翌年はその活動範囲をカリブ海に広げた。
1952年の初めにフリート・シュノーケル改修を完了し、夏に地中海に展開する。11月27日に帰還し、ノバスコシア州ハリファックスからキューバのハバナまでの範囲で潜水艦勤務予定の水兵の訓練および機雷敷設海域での訓練を行った。1955年にはノーフォークを拠点とする第6潜水戦隊に配属される。そこでの任務には航空機および水上艦艇の対潜水艦演習に対する支援も含まれた。トースクは頻繁にカリブ海への巡航を行い、1959年6月にはスプリングボード作戦に参加、セントローレンス海路を経由して五大湖に移動、オンタリオ湖およびミシガン湖の様々な港を訪問し、8月半ばにノーフォークに帰還した。
1960年代初めには地中海に展開し、イギリス連邦国家による合同演習「New Broom X」に参加、その後も大西洋において対潜訓練の支援を行った。1962年秋のキューバ危機では、キューバの封鎖を支援し哨戒を行った。その後、トースクは1968年3月4日に予備役となり、ボストン海軍工廠で近代化改修が行われ、続いてワシントン海軍工廠での予備役兵訓練任務に配属された。トースクは1971年までワシントンD.C.で作戦活動に従事し、12月15日に除籍された。トースクは1972年9月26日にメリーランド州に引き渡され、ボルチモアのインナー港で博物艦船として公開を開始し、ボルチモア博物艦船群の一部を形成している。
トースクは第二次世界大戦の戦功で2個の従軍星章を、キューバ危機の功績で海軍殊勲章を受章した。トースクはその経歴において11,384回の潜水を記録した。トースクはフリート・シュノーケル改修でオリジナルのシュノーケルを持つ唯一の潜水艦である。